# Південно-Західний фронт (Громадянська війна в Росії)
Півде́нно-За́хідний фронт (Громадянська війна в Росії) — оперативно-стратегічне об'єднання (фронт) Червоної армії на півдні Радянської Росії та Україні в ході Громадянської війни. Утворений 10 січня 1920 року наказом РВСР шляхом перейменування Південного фронту. 5 грудня 1920 року директивою Головкому Управління фронту об'єднане з Управлінням Київського військового округу, в підпорядкування якого передавалися всі війська фронту.

## Історія об'єднання
У січні — лютому 1920 року війська фронту‚ переслідуючи відступаючі війська Денікіна, успішно провели Одеську операцію і 7 лютого зайняли Одесу, до 1 березня вийшли на лінію Мозир — Овруч — Коростень — Летичів — річка Дністер, але спроби опанувати Крим, де знаходилися війська білої армії під командуванням генерала Я. А. Слащева, завершилися невдало. Потім війська фронту діяли на двох стратегічних напрямах — західному, проти Польщі, і кримському, проти армії Врангеля.
У квітні — травні 1920, ведучи бої з польськими військами, що наступали, вони залишили Мозир, Овруч, Коростень, Київ і відійшли на лівий берег Дніпра. У травні — червні перейшли в контрнаступ і успішно провели Київську операцію, після чого продовжували переслідування противника в смузі від Полісся до Дністра. Потім в ході Новоград-Волинської і Рівненської операцій (червень — липень) війська фронту завдали поразки польським військам і вийшли на підступи до Любліну і Львова, але не змогли опанувати Львів і в серпні 1920 були вимушені відступити. Також війська фронту вели боротьбу з озброєними загонами С. Н. Булак-Балаховіча, УНР, Б. В. Савінкова.
18 жовтня після висновку перемир'я з Польщею бойові дії фронту були припинені і війська відведені на державний кордон.
На кримському напрямі під натиском армії Врангеля в червні — липні війська фронту відійшли на правий берег Дніпра, вели оборонні бої на рубежі Херсон, Нікополь, Токмак, Бердянськ. У серпні перейшли в наступ і зайняли Каховський плацдарм. У вересні противник зміг, потіснивши війська лівого крила 13-ї армії, зайняти Олександрівськ, Оріхів, ст. Синельникове, створивши загрозу Донбасу. У вересні 1920 р. Кримська ділянка Південно-Західного фронту була виділена в самостійний Південний фронт (2-го формування).

## Військові операції
- Одеська операція (1920)
- Новоград-Волинська операція (1920)
- Рівненська операція (1920)

## Командувачі
- Єгоров О. І.

## Склад військ фронту
- 12-та армія (10 січня — 13 серпня 1920; 27 вересня — 25 грудня 1920)
- 13-та армія (10 січня — 21 вересня 1920)
- 14-та армія (10 січня — 31 грудня 1920)
- 1-ша кінна армія (17 квітня — 14 серпня 1920)
- 2-га кінна армія (16 липня — 25 вересня 1920)
- 6-та армія (8—26 вересня 1920)
- Українська трудова армія (30 січня — 25 вересня 1920)
- Гомельський УР (25 лютого — 17 березня 1920).

У оперативному підпорядкуванні фронту знаходилися сили Чорного і Азовського морів. З 19 травня по 13 червня 1920 у складі фронту діяла Фастівська група військ під командуванням Й. Е. Якіра (44-та і 45-ат сд і 3-й загін Дніпровської флотилії).